# ریکاردو لنکستر-جونز ای وریا
ریکاردو لنکستر-جونز ای وریا (انگلیسی: Ricardo Lancaster-Jones y Verea؛ ۹ فوریه ۱۹۰۵ – ۲۰ ژانویهٔ ۱۹۸۳)مورخ، دیپلمات، محقق، پروفسور، مجموعه دار آثار هنری و کارآفرین نیشکر اهل مکزیک بود که کمک‌های قابل توجهی در مطالعه برج‌های ایالت جالیسکو داشت.
وی به زبان‌های اسپانیایی، انگلیسی، فرانسوی، ایتالیایی و لاتین به صورت روان صحبت می‌کرد. او مقالات متعددی را برای روزنامه‌ها و مجلات تخصصی در مکزیک، آمریکای جنوبی، اسپانیا، بریتانیا و ایالات متحده منتشر کرد. اشتیاق او به تاریخ باعث شد تا در سال ۱۹۶۵ به استادی تاریخ منطقه ای در دانشکده فلسفه و ادبیات دانشگاه آتونوما گوادالاخارا برسد.

## زندگی
وی ۹ فوریه ۱۹۰۵ در گوادالاخارا، خالیسکو زاده شد.

## تحصیلات
در سال ۱۹۷۳، او مدرک کارشناسی ارشد خود را در مطالعات آمریکای لاتین در دانشگاه نیومکزیکو به دست آورد.